# Kosztanaji repülőtér
A Kosztanaji repülőtér (IATA: KSN, ICAO: UAUU) Kazahsztán egyik nemzetközi repülőtere, amely Kosztanaj közelében található. Éves utasforgalma 117 214 fő (2016).

## Futópályák
A repülőtér futópályái:
- 15/33 (2514 m, 45 m, aszfaltbeton)

## Forgalom
Az utasforgalom az elmúlt években az alábbi módon változott:
| Utasok száma | 56 200 | 62 125 | 119 787 | 125 758 | 117 214 | 151 662 | 190 855 |
|              | 2012   | 2013   | 2014    | 2015    | 2016    | 2017    | 2018    |